# Труханов остров (станция метро)
«Труха́нов о́стров» (укр. «Труха́нів о́стрів») — строящаяся станция первой очереди Подольско-Вигуровской линии Киевского метрополитена. Согласно проекту будет расположена на эстакаде Подольского мостового перехода на одноимённом острове (уже существует в конструкциях). По конструкции аналогична станциям «Судостроительная» и «Залив Десёнка». 
Станция является частью первого участка Подольско-Вигуровской линии, который планируется завершить после 2027 года. По состоянию на 2020 год строительство заморожено. Установленный срок открытия — после 2027 года.